# Elecciones presidenciales de Guatemala de 1916
Las Elecciones presidenciales de Guatemala de 1916 se celebraron en Guatemala el 17 de enero de 1916. El resultado fue una victoria de Manuel Estrada Cabrera, quien recibió todos los votos, reeligiéndose para otro periodo. Asumió la presidencia el 15 de marzo de 1917. Se considera que fue un fraude electoral, al igual que la elección anterior.

## Resultados
|  | 100.00 % |

|  | 100 % |

|  | 0 % |

|  | 0 % |

|  | 100 % |

|  | 0 % |

- Datos: Q3586578